# 배틀 (음악 그룹)
배틀(Battle)은 대한민국의 음악 그룹이다. 2005년에 엠넷의 《레츠 코크플레이 배틀신화》를 통해 신화가 발굴한 6명을 모아서 결성되었으며, 제2의 신화라고 불리며 주목을 받았다. 훈련 기간 중 한 명의 중도 포기로 인해 배틀신화 방영 당시 7위에 오른 김태관(휘찬)이 뒤늦게 영입되었다.
배틀은 2006년 12월 17일 싱글 1집 《Crash》로 SBS 인기가요를 통해 데뷔하였고, 2007년 5월에 싱글 2집 《말해!》를 발매했다. 이후 1년 뒤에 신기현이 탈퇴하면서 5인조로 재편하여 싱글 3집 《Step By Step》을 발매하였다. 탈퇴한 신기현은 KBS의 《아가씨를 부탁해》에 출연하였으며, 멤버 중 원승재는 2009년 3월 12일부터 연극 《강풀의 순정만화》로 활동하고 있다. 2010년, 굿엔터테인먼트가 경영난으로 인해 폐업하면서 배틀도 해체하였다.

## 음반

### 싱글
| 음반 이름    | 발매 날짜        | 트랙리스트                                                        |
| ------------ | ---------------- | ----------------------------------------------------------------- |
| Crash        | 2006년 12월 14일 | 1. Crash (Crazy in love) 2. Icarus 3. Flying Up 4. Icarus (Inst.) |
| 말해!        | 2007년 5월 30일  | 1. 말해! 2. Hey Yo 3. 고장난 가슴 4. 고장난 가슴 (Inst.)          |
| Step by Step | 2008년 6월 10일  | 1. Big Change (feat. Deegie) 2. Step by Step 3. Luv U             |

## 활동
- 2008 아이비클럽 CF
- 2007 롯데 영플라자 CF

## 이전 구성원

### 원승재
- 생년월일 : 1987년 4월 18일
- 포지션 : 리더 , 랩 , 서브보컬
- 특이사항 : 연극배우로활동중

### 신기현
- 생년월일 : 1987년 6월 19일
- 포지션 : 서브보컬
- 특이사항 : 연예활동중

### 박지운
- 생년월일 :1987년 8월 21일
- 출생지 : 서울특별시
- 포지션 : 랩 , 서브보컬
- 특이사항 : 뮤지컬배우로활동중

### 진태화
- 생년월일 : 1988년 1월 1일
- 포지션 : 메인보컬
- 특이사항 : 뮤지컬배우겸연극배우로활동중/인스타그램을하는중

### 김태관
- 생년월일 : 1988년 6월 8일
- 출생지 : 부산광역시
- 포지션 : 리드보컬
- 특이사항 : 한국에서 연예활동 준비중

### 정형록
- 생년월일 : 1989년 10월 27일
- 포지션 : 서브보컬
- 특이사항 : 홍콩에서 거주중